# Rødekro
Rødekro é um município da Dinamarca, localizado na região sul, no condado de Sonderjutlândia.
O município tem uma área de 202 km² e uma  população de 11 695 habitantes, segundo o censo de 2005.